# Betalningsutredningen
Betalningsutredningen (Fi 2020:12), med slutbetänkandet Staten och betalningarna (SOU 2023:16), var en svensk statlig utredning som pågick mellan 2020 och 2023. Särskild utredare var Anna Kinberg Batra.

## Bakgrund
Mellan 2017 och 2019 genomfördes en parlamentariskt sammansatt utredning som fick namnet Riksbankskommittén. Ett av de områden som utredningen belyste var kontanthanteringen. I ett delbetänkande 2018 med titeln Tryggad tillgång till kontanter föreslog kommittén ett antal förändringar för att säkerställa tillgången till kontanter. Kommittén skriver dock själv att förslagen kan bromsa utvecklingen mot ett kontantlöst samhälle, men inte är tillräckliga för att vända utvecklingen på lång sikt. Om kontanter anses nödvändiga även i ett längre tidsperspektiv krävdes enligt kommittén vidare analys, till exempel kring ställningen som lagligt betalningsmedel. Man efterlyste ett sådant beslutsunderlag för att staten skulle kunna ta ställning till kontanternas roll på längre sikt.
Under 2017 påbörjade Riksbanken ett projekt för att undersöka möjligheten att ge ut digitala centralbankspengar, vad man kallade e-krona. Riksbanken anförde en minskande användning av kontanter och utvecklingen av virtuella betalningsmedel såsom kryptovalutor som skäl till att man ville undersöka detta. En av lärdomarna i projektet var att en större utredning om statens roll i betalsystemet kunde behöva.
I en framställning till Riksdagen daterad 16 april 2019 förordade Riksbanken att en statlig utredning borde tillsättas. Framställningen behandlades i Finansutskottet. Utskottet betonade i sitt betänkande att skrivelsens förslag låg i linje med den analys som Riksbankskommittén hade efterlyst och föreslog bifall till Riksbankens förslag. Riksdagen beslutade den 18 juni 2019 i enlighet med utskottets förslag.

## Direktiv
Den 10 december 2020 beslutade Regeringen att tillsätta en utredning i enlighet med Riksdagens förslag. I utredningens direktiv ingick att bland annat:
- kartlägga hur betalningsmarknaden ser ut och hur den regleras samt bedöma hur den framtida betalningsmarknaden kommer att se ut med utgångspunkt i utvecklingen i Sverige och i andra länder,
- kartlägga rollfördelningen mellan staten och näringslivet på betalningsmarknaden och ta ställning till statens framtida roll på betalningsmarknaden,
- ta ställning till innebörden och behovet av att vissa betalningsmedel har ställning som lagliga betalningsmedel,
- ta ställning till behovet av att Riksbanken ger ut digitala centralbankspengar, s.k. e-kronor, och
- ta ställning till om författningsförslag eller andra åtgärder är nödvändiga och i förekommande fall föreslå sådana.

Ursprungligen skulle utredningen lägga fram sina resultat senast 30 november 2022, men efter ett tilläggsdirektiv ändrades slutdatum till 31 mars 2023.

## Organisation
I Riksbankens framställning beskrevs utredningen som en kommitté, som normalt består av flera ledamöter. I Finansutskottets betänkande anmodades tillsättandet av en utredare. Utskottet efterlyste också en referensgrupp bestående av ledamöter från samtliga riksdagspartier för att säkerställa insyn i utredningen. Regeringen valde också formen med en särskild utredare och en referensgrupp för utredningens organisation. Till särskild utredare förordnades tidigare partiledaren för Moderaterna, Anna Kinberg Batra.
Referensgruppen bestod av:
- Anders Dahlberg, Centerpartiet,
- Dennis Dioukarev, Sverigedemokraterna,
- Carl B. Hamilton, Liberalerna,
- Ingela Nylund Watz, Socialdemokraterna,
- Karolina Skog, Miljöpartiet,
- Håkan Svenneling, Vänsterpartiet,
- Hampus Hagman, Kristdemokraterna (t.o.m. den 1 december 2022),
- Cecilia Engström, Kristdemokraterna (fr.o.m. den 1 december 2022),
- Mattias Karlsson, Moderaterna (t.o.m. den 4 november 2022),
- Jan Ericson, Moderaterna (fr.o.m. den 4 november 2022).

Utredningens huvudsekreterare var Fredrik Wiklund Bystedt.

## Förslag
Utredningen presenterade sitt betänkande Staten och betalningarna den 31 mars 2023. I förslaget ingår att fysiska apotek ska få krav på att ta emot kontanter vid köp av receptbelagda läkemedel. Utredningen öppnar också för krav vid försäljning av andra livsnödvändiga varor såsom livsmedel och drivmedel, men har inte lämnat något skarpt författningsförslag därom. Skatteverket, liksom kommunala och regionala myndigheter, ska enligt förslaget acceptera kontanter som betalningsmedel upp till ett visst belopp.
Införandet av en e-krona såg utredningen vid tillfället inget behov av, men man uppmanade samtidigt Riksbanken att återkomma i ämnet under 2024.
Utredningen påpekade att det i Sverige saknas en e-legitimation på högsta säkerhetsnivån enligt Europeiska unionens klassificering. I betänkandet skriver man att det är "synnerligen angeläget" att en statlig e-legitimation på högsta säkerhetsnivå införs snarast. Utredningen lägger inte fram några förslag för hur det ska genomföras, men välkomnar nyligen tagna initiativ på området.

## Mottagande
Vice riksbankschef Aino Bunge kommenterade utredningens förslag under ett panelsamtal i samband med att utredningen överlämnades. Hon välkomnade de förslag om tydliggörande av vad som ska kunna betalas med kontanter som lagligt betalningsmedel. Hon ansåg också att arbetet med en e-krona var viktigt och pekade på en snabb utveckling i omvärlden där bland annat Europeiska centralbanken arbetar med en digital euro.
Jan Bertoft från Sveriges Konsumenter efterlyste i en debattartikel i Dagens Nyheter ett skarpare förslag kring att livsmedelsbutiker måste ta emot kontanter. Maria Wiezell från samma organisation medverkade i utredningen som expert och inkom med ett särskilt yttrande på samma tema.
Nina Wenning, vd för Bankomat, kritiserade avsaknaden av stöd för att upprätthålla kontanthanteringen när volymerna minskar och verksamheten därmed får svårt att bära sig kommersiellt.